# 19 octobre en sport
19 septembre 19 novembre
Chronologies thématiques
- Croisades
- Ferroviaires
- Disney

Le 19 octobre (292e jour de l'année ou le 293e en cas d'année bissextile) en sport.

## Événements

### XIXesiècle
- 1867 :
  - (Football) : le club de football anglais Chesterfield Football Club est fondé.

### XXesièclede1901à1950
- 1924 :
  - (Cyclisme) : à Montlhéry, Jean Brunier établit un nouveau Record de vitesse à vélo sur le plat derrière abri à 112,44 km/h.
  - (Sport automobile) : Grand Prix automobile d'Italie à Monza.

### XXesièclede1951à2000
- 1958 :
  - (Formule 1) : Grand Prix automobile du Maroc.
- 1969 :
  - (Formule 1) : Grand Prix automobile du Mexique.
- 1985 :
  - (Formule 1) : Grand Prix automobile d'Afrique du Sud.

### XXIesiècle
- 2007 :
  - (Rugby à XV) : Bernard Lapasset est nommé président de l'IRB
- 2008 :
  - (Formule 1) : Grand Prix de Chine.

## Naissances

### XIXesiècle
- 1873 :
  - Jaap Eden, cycliste sur piste et patineur de vitesse néerlandais. Champion du monde de cyclisme sur piste des 10 km 1894 et champion du monde de cyclisme sur piste de la vitesse amateur 1895. Champion du monde toutes épreuves de patinage de vitesse 1893, 1895 et 1896. († 2 février 1925).
  - Bart King, joueur de cricket américain. († 17 octobre 1965).
- 1876 :
  - Mordecai Brown, joueur de baseball américain. († 14 février 1948).
- 1877 :
  - Joanni Perronet, fleurettiste français. Médaillé d'argent du fleuret pour maître d'armes aux Jeux d'Athènes 1996. († 1er avril 1950).
- 1900 :
  - Bill Ponsford, joueur de cricket australien. (29 sélections en test cricket). († 6 avril 1991).
  - Roy Worters, hockeyeur sur glace canadien. († 7 novembre 1957).

### XXesièclede1901à1950
- 1911 :
  - Pierre Gallien, coureur cycliste français(† 28 mai 2009).
- 1921 :
  - Gunnar Nordahl, footballeur suédois. Champion olympique aux Jeux de Londres 1948. (33 sélections en équipe nationale). († 15 septembre 1995).
- 1923 :
  - Virgilio Dalupan, basketteur philippin. († 17 août 2016).
- 1925 :
  - Raymond Impanis, cycliste sur route belge. Vainqueur des Gand-Wevelgem 1952 et 1953, de Paris-Roubaix 1954, du Tour des Flandres 1954, de la Flèche wallonne 1957. († 31 décembre 2010).
- 1927 :
  - Hans Schäfer, footballeur allemand. Champion du monde du monde de football 1954. (39 sélections en équipe nationale). († 7 novembre 2017).
- 1928 :
  - René Hüssy, footballeur puis entraîneur suisse. († 12 mars 2007).
- 1931 :
  - Atsushi Miyagi, joueur de tennis japonais. († 24 février 2021).
- 1933 :
  - Oleg Ryakhovskiy, athlète soviétique spécialiste du triple saut. Vice-champion d'Europe en 1958. Détenteur du record du monde entre 1958 et 1959. († 16 décembre 2023).
- 1935 :
  - Don Ward, hockeyeur sur glace canadien. († 6 janvier 2014).
- 1939 :
  - Danas Pozniakas, boxeur soviétique puis lituanien. Champion olympique des -81 kg aux jeux de Mexico 1968. († 4 février 2005).
- 1942 :
  - Edmond Baraffe, footballeur puis entraîneur français. (3 sélections en équipe de France). († 19 avril 2020).
- 1944 :
  - Agustín Tamames, cycliste sur route espagnol. Vainqueur du Tour d'Espagne 1975.
- 1950 :
  - Dale Tallon, hockeyeur sur glace puis entraîneur canadien.

### XXesièclede1951à2000
- 1953 :
  - Lionel Hollins, basketteur puis entraîneur américain.
  - Jerzy Rybicki, boxeur polonais. Champion olympique des -71 kg aux jeux de Montréal 1976 puis médaillé de bronze des -75 kg aux Jeux de Moscou 1980.
- 1954 :
  - Sam Allardyce, footballeur puis entraîneur anglais.
  - Claude Bergeret, pongiste française. Championne du monde de tennis de table double mixte 1977.
  - Joe Bryant, basketteur puis entraîneur américain. († 16 juillet 2024).
- 1956 :
  - Didier Theys, pilote de courses automobile d'endurance belge.
- 1958 :
  - Hiromi Hara, footballeur puis entraîneur japonais. (75 sélections en équipe nationale).
- 1960 :
  - Takeshi Koshida, footballeur japonais. (19 sélections en équipe nationale).
- 1961 :
  - Tim Belcher, joueur de baseball américain.
- 1962 :
  - Evander Holyfield, boxeur américain. Médaillée de bronze des -81 kg aux Jeux de Los Angeles 1984. Champion du monde poids lourds-légers de 1986 à 1988 et Champion du monde poids lourds de 1990 à 1992 puis de 1993 à 1994.
- 1965 :
  - Brad Daugherty, basketteur américain.
- 1966 :
  - Nicole Chane Foc, canniste française.
  - Meldrick Taylor, boxeur américain. Champion olympique des -57 kg aux jeux de Los Angeles 1984. Champion du monde de boxe poids super-légers de 1988 à 1990 puis des poids welters de 1991 à 1992.
- 1967 :
  - Eduardo Laborde, joueur de rugby à XV argentin. (3 sélections en équipe nationale).
- 1969 :
  - Janusz Kulig, pilote de rallye polonais. († 13 février 2004).
  - Erwin Sánchez, footballeur puis entraîneur bolivien. (57 sélections en équipe nationale). Sélectionneur de l'équipe de Bolivie de 2006 à 2009.
  - Dieter Thoma, sauteur à ski allemand. Champion olympique par équipes et médaillé de bronze en individuel au petit tremplin aux Jeux de Lillehammer 1994 puis médaillé d'argent par équipes aux Jeux de Nagano 1998. Champion du monde de ski nordique du saut à ski par équipes 1999 et champion du monde de vol à ski 1990.
- 1970 :
  - Nouria Benida-Merah, athlète de demi-fond algérienne. Championne olympique du 1 500m aux Jeux de Sydney 2000. Championne d'Afrique d'athlétisme du 1 500m 2000 et 2006.
- 1972 :
  - Keith Foulke, joueur de baseball américain.
  - Megan Marcks, rameuse d'aviron australienne. Championne olympique en deux sans barreur aux Jeux d'Atlanta 1996. Championne du monde d'aviron en deux sans barreur 1995.
- 1973 :
  - Hicham Arazi, joueur de tennis marocain.
  - Okan Buruk, footballeur puis entraîneur turc. (56 sélections en équipe nationale).
- 1976 :
  - Michael Young, joueur de baseball américain.
- 1977 :
  - Habib Beye, footballeur puis consultant TV franco-sénégalais. (44 sélections avec l'équipe du Sénégal).
  - Loïc Deman, pilote de courses automobile d'endurance belge.
- 1978 :
  - Enrique Bernoldi, pilote de F1 brésilien.
  - Ruslan Chagayev, boxeur ouzbek. Champion du monde poids lourds de boxe de 2007 à 2008.
- 1980 :
  - Rajai Davis, joueur de baseball américain.
  - José Bautista, joueur de baseball dominicain.
- 1981 :
  - Heikki Kovalainen, pilote de F1 finlandais. (1 victoire en Grand prix).
- 1982 :
  - J.A. Happ, joueur de baseball américain.
  - Louis Oosthuizen, golfeur sud-africain. Vainqueur de l'Open britannique 2010.
- 1983 :
  - Clémence Beikes, basketteuse française. Médaillée d'argent aux Jeux de Londres 2012. Médaillée de bronze à l'Euro de basket-ball féminin 2011. (117 sélections en équipe de France).
  - Vladimir Gaboulov, footballeur russe. (11 sélections en équipe nationale).
  - Brenton Rickard, nageur australien. Médaillé d'argent du 200 m brasse et du relais 4 × 100 m 4 nages aux Jeux de Pékin 2008. Champion du monde de natation du 4 × 100 m 4 nages 2007 et champion du monde de natation du 100 m brasse 2009.
- 1984 :
  - Dustin Salisbery, basketteur américain.
  - Josh Tomlin, joueur de baseball américain.
- 1986 :
  - Alexis Contin, patineur de vitesse français. Médaillé de bronze de la mass star aux Mondiaux de patinage de vitesse 2015 et 2016.
  - Mourad El Mabrouk, basketteur tunisien. Champion d'Afrique de basket-ball 2011 et 2017. (37 sélections en équipe nationale).
- 1987 :
  - Abdelhamid Dif, footballeur algérien.
  - Sam Groth, joueur de tennis australien.
  - Mac Koshwal, basketteur soudanais.
- 1988 :
  - Aziz Mashaan, footballeur koweïtien. (45 sélections en équipe nationale).
  - Mink van der Weerden, hockeyeur sur gazon néerlandais. Médaillé d'argent aux Jeux de Londres 2012. Champion d'Europe de hockey sur gazon masculin 2015 et 2017. (165 sélections en équipe nationale).
- 1989 :
  - Mindaugas Kuzminskas, basketteur lituanien. (46 sélections en équipe nationale).
- 1991 :
  - Svenja Brunckhorst, basketteuse allemande. (39 sélections en équipe nationale).
  - Paul-Loup Chatin, pilote de courses automobile d'endurance français.
  - Faf de Klerk, joueur de rugby à XV sud-africain. Champion du monde de rugby à XV 2019. Vainqueur de The Rugby Championship 2019. (52 sélections en équipe nationale).
- 1993 :
  - Youna Dufournet, gymnaste française. Médaillée de bronze du saut de cheval aux championnats du monde 2009. Médaillée d'argent du saut de cheval aux championnats d'Europe 2010.
  - Richaun Holmes, basketteur américain.
  - Gabriel Lacroix, joueur de rugby à XV français. (1 sélection en équipe de France).
  - Gavin Ware, basketteur américain.
- 1994 :
  - Matej Mohorič, cycliste sur route slovène. Vainqueur du Tour d'Allemagne 2018, du Tour de Pologne 2023 et de Milan-San Remo 2022.
  - Calvin Petersen, hockeyeur sur glace américain.
  - Sabrina Zazaï, handballeuse franco-algérienne.
- 1995 :
  - Pascaline Adanhouegbe, athlète de lancers du javelot et du poids béninoise.
  - Manuela Zinsberger, footballeuse autrichienne. (93 sélections en équipe nationale).
- 1996 :
  - Mattia Bais, cycliste sur route italien.
- 1997 :
  - Jimmy Dunne, footballeur irlandais.
- 1998 :
  - Camille Depuiset, handballeuse française.  (1 sélection en équipe de France).
- 2000 :
  - Marco Burch, footballeur suisse.

### XXIesiècle
- 2002 :
  - Lasso Coulibaly, footballeur ivoirien.
- 2004 :
  - Evan Ferguson, footballeur irlandais.

## Décès

### XXesièclede1901à1950
- 1940 :
  - Umberto Caligaris, 39 ans, footballeur puis entraîneur italien. Médaillé de bronze aux Jeux d'Amsterdam 1928. Champion du monde de football 1934. (59 sélections en équipe nationale). (° 26 juillet 1901).

### XXesièclede1951à2000
- 1952 :
  - Jan van der Sluis, 63 ans, footballeur néerlandais. Médaillé de bronze aux Jeux de Stockholm 1912. (1 sélection en équipe nationale). (° 29 avril 1889).
- 1954 :
  - Joseph Carrère, 50 ans, joueur de rugby à XV et à XIII français. (4 sélections avec l'Équipe de France de rugby à XIII). (° 14 février 1904).
- 1969 :
  - Lacey Hearn, 88 ans, athlète de fond et de demi-fond américain. Médaillé d'argent du cross par équipes et de bronze du 1 500 m aux Jeux de Saint-Louis 1904. (° 23 mars 1881).
  - William Longworth, 67 ans, nageur australien. (° 26 septembre 1892).
- 1987 :
  - Hermann Lang, 78 ans, pilote de F1 et de courses automobile d'endurance allemand. Vainqueur des 24 Heures du Mans 1952. (° 6 avril 1909).
- 1992 :
  - Arthur Wint, 72 ans, athlète de sprint et de demi-fond jamaïcain. Champion olympique du 400 m et médaillé d'argent du 800 m aux Jeux de Londres 1948 puis champion olympique du relais 4 × 400 m et médaillé d'argent du 800 m aux Jeux d'Helsinki 1952. (° 25 mai 1920).
- 2000 :
  - Antonio Maspes, 72 ans, cycliste sur piste italien. Médaillé de bronze du tandem aux Jeux d’Helsinki 1952. Champion du monde de cyclisme de la vitesse sur piste 1955, 1956, 1959, 1960, 1961, 1962 et 1964. (° 14 janvier 1932).

### XXIesiècle
- 2001 :
  - Woody Dumart, 87 ans, hockeyeur sur glace canadien. (° 23 décembre 1916).
- 2004 :
  - George Daneel, 100 ans, joueur de rugby à XV sud-africain. (8 sélections en équipe nationale). (° 28 août 1904).
- 2010 :
  - André Mahé, 90 ans, cycliste sur route français. Vainqueur de Paris-Roubaix 1949. (° 18 novembre 1919).
- 2012 :
  - Fiorenzo Magni, 91 ans, cycliste sur route italien. Vainqueur des Tours d'Italie 1948, 1951 et 1955, des Tours des Flandres 1949, 1950 et 1951. (° 7 décembre 1920).
- 2017 :
  - Miguel Loayza, 77 ans, footballeur péruvien. Vainqueur de la Coupe des villes de foires 1960. (7 sélections en équipe nationale). (° 21 juin 1940).